# Сластен, Валерий Семёнович
Сластен Валерий Семёнович (1 сентября 1947, Русская Поляна, Омская область) — советский и российский военно-морской офицер, испытатель специальной техники и водолаз, Герой Российской Федерации (15.09.1995). Капитан 1-го ранга (3.11.1990).

## Биография
Родился 1 сентября 1947 года в селе Русская Поляна Омской области.
В Военно-Морском Флоте с сентября 1966 года. В 1967 году окончил Аварийно-спасательную школу Черноморского флота, в 1970 году — отделение подготовки техников-водолазов при Ленинградском высшем военно-морском инженерном училище.
В октябре 1970 года В. С. Сластен был назначен на должность командира группы подводного минирования — водолазного специалиста отряда подводного минирования Балтийского флота.
В октябре 1975 года В. С. Сластен перешёл на службу в Государственный научно-исследовательский институт аварийно-спасательного дела, водолазных и глубоководных работ МО СССР.
За 22 года службы занимал должности: офицер-испытатель (1975—1982 годы), старший офицер испытатель (1982—1985 годы), заместитель начальника отдела (1985—1990 годы), начальник лаборатории — водолазный специалист (1990—1997 годы).
В 1978 году заочно окончил Высшее военно-морское инженерное училище имени Ф. Э. Дзержинского по специальности «кораблестроение». С 1970 года состоял членом КПСС.
В 1995 году В. С. Сластен вместе с капитаном 2-го ранга А. Г. Храмовым стал участником длительного научного эксперимента, в течение которого были проведены уникальные медицинские и научные опыты по проблеме пребывания человека на сверхглубинах. Погружение длилось более двух недель.
За 30 календарных лет службы В. С. Сластен провёл под водой более 10 000 часов, освоил не менее двух десятков разных профессий. 
С сентября 1997 года капитан 1-го ранга В. С. Сластен в запасе.
Живёт в Кузьмоловском городском поселении Всеволожского района Ленинградской области. Был депутатом этого муниципального образования и главой администрации Кузьмоловской волости Ленинградской области, в 2009 года исполнял обязанности главы администрации Всеволожского района.

## Награды
- Указом Президента Российской Федерации от 15 сентября 1995 года за мужество и героизм, проявленные при выполнении специального задания в условиях, сопряжённых с риском для жизни, капитану 1-го ранга Валерию Семёновичу Сластену присвоено звание Героя Российской Федерации[4].
- Медали.